# Yudo
Yudo (koreanska: 유도) är en ö i Sydkorea. Den ligger i den nordvästra delen av landet, 50 km nordväst om huvudstaden Seoul. Arean är 0,27 kvadratkilometer.
Terrängen på Yudo är platt. Öns högsta punkt är 29 meter över havet. Den sträcker sig 0,6 kilometer i nord-sydlig riktning, och 0,8 kilometer i öst-västlig riktning.